# Eilica cincta
Eilica cincta är en spindelart som först beskrevs av Simon 1893.  Eilica cincta ingår i släktet Eilica och familjen plattbuksspindlar. Inga underarter finns listade i Catalogue of Life.